# Friedrich Wilhelm Richard Rödiger von Manteuffel

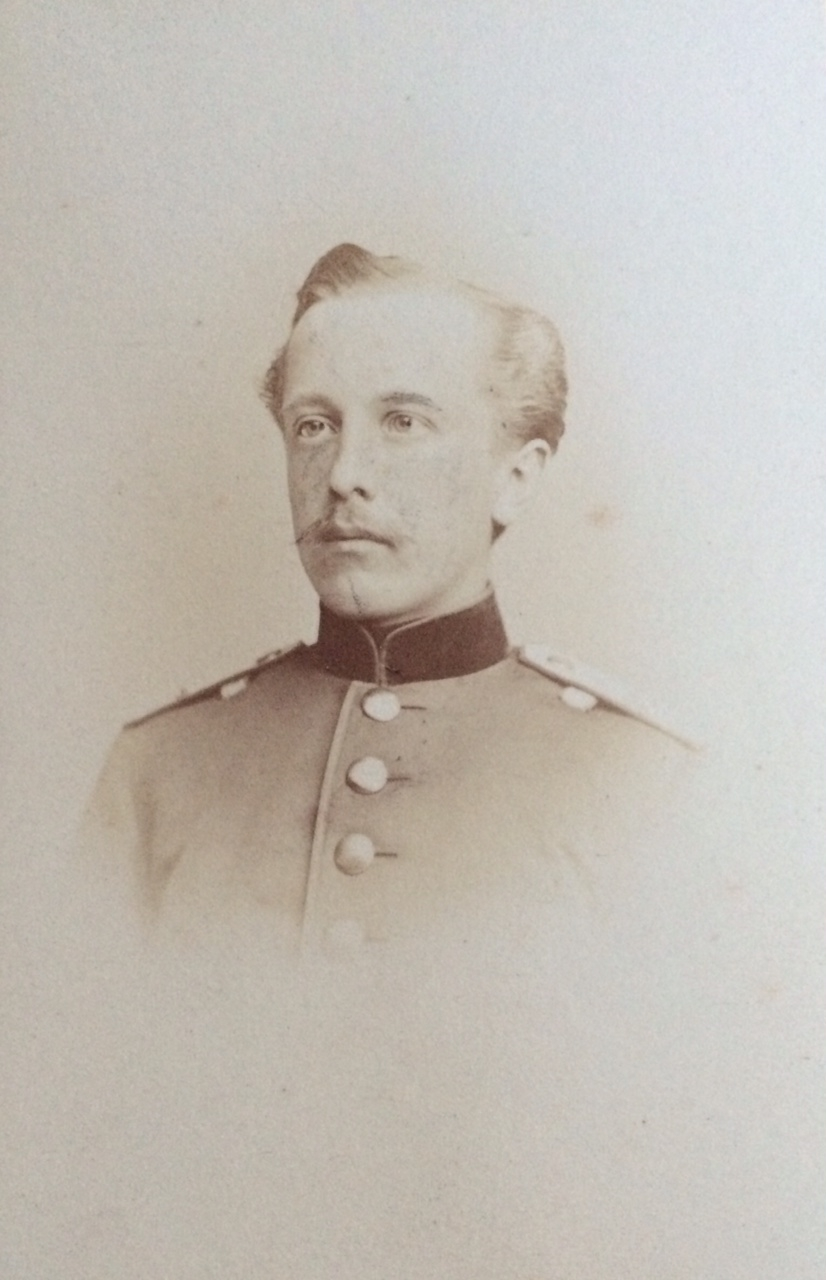
Friedrich Wilhelm Richard Rödiger von Manteuffel

Friedrich Wilhelm Richard Rödiger von Manteuffel (* 29. September 1854 in Brieg; † 20. Mai 1922 in Achern) war ein preußischer Offizier, zuletzt Oberst und Kommandeur des 2. Posenschen Feldartillerie-Regiments Nr. 56.

## Leben

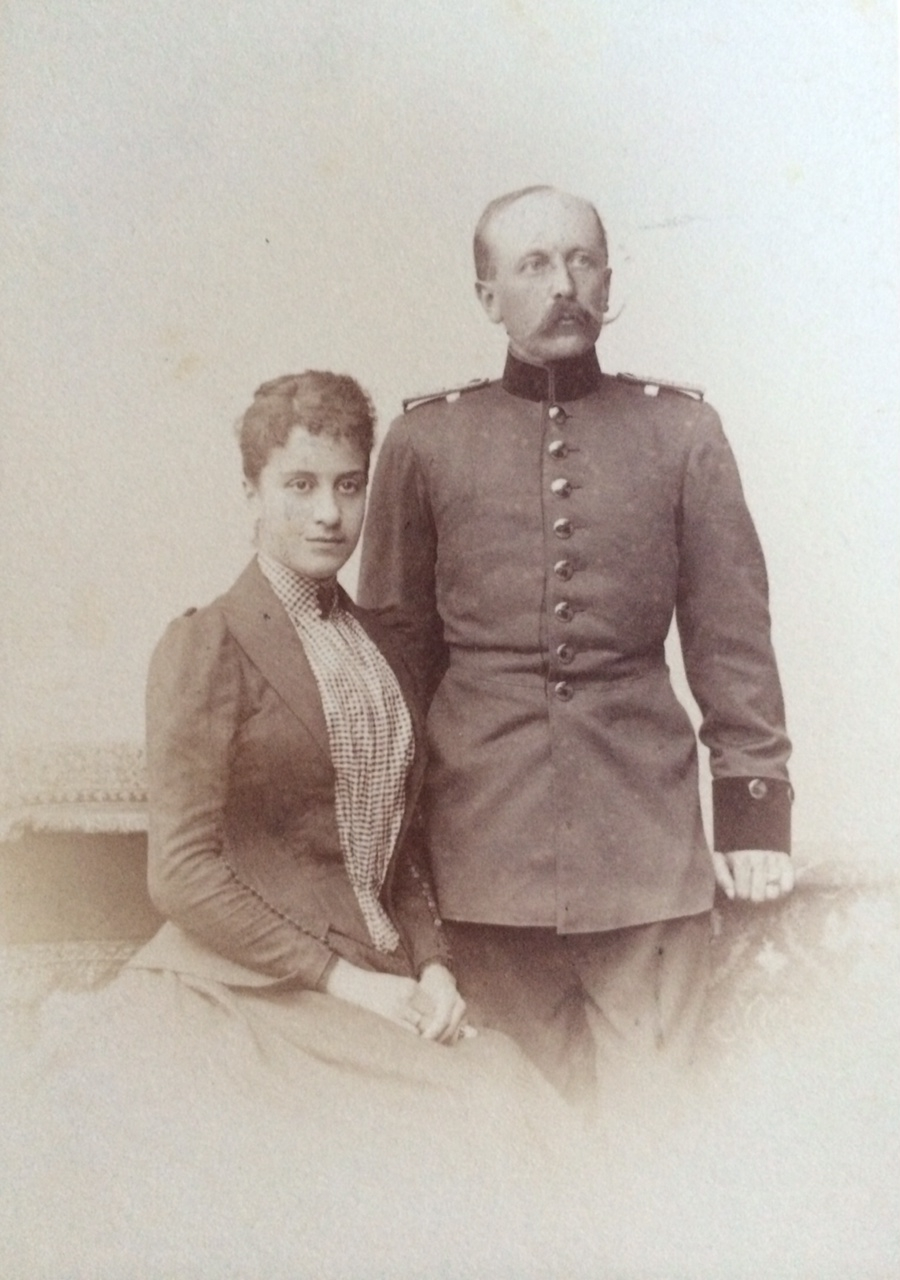
Friedrich Wilhelm mit seiner Ehefrau Wilhelmine im Jahre 1891

Friedrich Wilhelm war der Sohn des preußischen Majors Richard Alfred Guido Rödiger (1830–1870) und dessen Ehefrau Luise, geborene von Ravenstein. Im Jahre 1880 zunächst Sekondeleutnant, war er Oberleutnant im 2. Badischen Feldartillerie-Regiment Nr. 30 in Rastatt. Bis zu seiner Verabschiedung im Jahre 1909 war er als Oberst Kommandeur des 2. Posenschen Feldartillerie-Regiments Nr. 56 in Lissa.

## Familie
Am 19. April 1869, nach anderen Quellen am 1. Juni, wurde Friedrich Wilhelm von Karoline (Lina) von Manteuffel (1827–1912) in Berlin adoptiert. Rödiger wurde dadurch in den preußischen Adelstand erhoben und trug fortan den Namen Rödiger von Manteuffel. Nach dem Ableben seines Vaters Richard ehelichte seine Mutter Luise den preußischen Oberst Carl Alfred von Manteuffel (1830–1911) aus dem Hause Polzin und Bruder der Karoline von Manteuffel.
Friedrich Wilhelm ehelichte am 28. November 1891 in Karlsruhe Johanna Leontine Olga Wilhelmine Reinboldt (* 1862), Tochter des preußischen Majors Franz Maximilian Leopold Reinboldt (1833–1890) und der Amalie Johanna Rheinboldt (1835–1873). Aus der Ehe gingen zwei Söhne hervor:
1. Maximilian Friedrich Karl (* 17. März 1893 in Rastatt; † 3. September 1914 im Priesterwald bei Saint-Mihiel), Leutnant im 1. Badischen Leib-Grenadier-Regiment Nr. 109
2. Eitel-Friedrich (1895–1984), Generalmajor der Luftwaffe im Zweiten Weltkrieg